# شط بحر الهوى
شط بحر الهوى هو برنامج من نوع تلفزيون الواقع. يُعرض على قناة إم‌ بي‌ سي 1. تم بثه على عدة مواسم منذ عام 2011. يسمى أيضاً Stars On Board (ستارز أون بورد)، وهذا اسم باللغة الإنغليزية، بمعنى: نجوم في رحلة.
يعرض يوميات وأحداث مجموعة من المشاهير العرب، وهم في رحلة بحرية وعلى طبيعتهم. تشمل كل حلقة مجموعة من النجوم تسافر وتتعايش، وتنخرط في مغامرات ومواقف واقعية، لا تخلو من المرح، النكد، الدراما، المفاجئات، والمصاعب التي أسفرت في بعض الأحيان عن عواقب وخيمة استدعت زيارة بعضهم غرفة الطوارئ، إضافة إلى جلسات وحفلات غنائية. ويصحب بعضهم أفراداً من عائلته. وتضم الرحلة أفراداً من الجاليات العربية للمشاركة والاستمتاع معهم.
أحداث البرنامج تجري عبر القارات في مدن عالمية مثل لوس أنجلوس وجنوب كاليفورنيا، لاس فيغاس، نيفادا، أريزونا، تكساس، مصر، وغيرها من البلاد.
هو إنتاج وفكرة يوسف حرب الذي شارك في بعض أحداثه. أخرجه بدري مجاعص. قدّمه في البداية المذيع نيشان، ثم صار بلا تقديم.
في الموسم الرابع: تتمحور كل حلقة حول نجم واحد، تتخللها وقفات مع مجموعة من النجوم المسافرة. والأحداث تجري على متن سفينة، وعبر المتوسط في مدن عالمية: البندقية في إيطاليا، دوبروفنيك وسبليت في كرواتيا، ميكونوس في اليونان، وكوساداسي في تركيا.

## بعض المشاركين
- أصالة نصري
- راغب علامة
- أحلام
- منى شداد
- رويدة عطية
- ملحم زين
- أحمد البايض
- ميرنا خياط
- ميساء مغربي
- ألين خلف
- مصطفى الخاني
- محمد عساف
- وائل كفوري
- نانسي عجرم
- تامر حسني
- ماجد المصري
- كاظم الساهر
- صابر الرباعي
- عاصي الحلاني
- ملحم زين
- يارا
- وائل جسار
- لجين عمران
- ماجد المصري
- دينا حايك
- أيمن زبيب
- نادر الأتات